# ناياد (قمر)
نيد هي واحدة من 13 أقمار نبتون. لم يتم اكتشاف نبتون حتى عام 1989 من خلال دراسة الصور التي التقطها مسبار فوياجر 2. وبالتالي، فإن فريق فوياجر للعلوم يرجع الفضل في اكتشافه. وكان آخر قمر اكتشفه المجس، مما ساعد العلماء على العثور على خمسة أقمار تماما. تم اكتشاف آخر خمسة أقمار جديدة في العقد الأول من القرن ال 21.
وقد أعطي الساتل اسمه الرسمي في 16 سبتمبر 1991. في البداية تم تعيين الساتل S / 1989 N 6. أقمار نبتون سميت بأرقام من الأساطير التي لها علاقة مع الإله الروماني نبتون - أو ما يعادلها بوسيدون اليونانية - أو المحيطات. سميت الأقمار الصناعية غير النظامية من نبتون بعد نيريدس، والتي هي بنات نيريوس ودوريس، الذين هم نبتون الحاضرين في الأساطير الرومانية. تم تسمية ناياد بعد نوع من الحورية في الأساطير اليونانية التي ترأس بروكس، والجداول، والآبار، والينابيع - جميع الأشياء المياه العذبة.
نياد هو أقرب الأقمار الصناعية إلى كوكب نبتون. انها تدور حول 48230 كيلو متر من أعلى الغلاف الجوي للكوكب. ناياد هو قمر صناعي صغير جدا يبلغ قطره حوالي 58 كيلومترا فقط. هذا هو حوالي واحد وستين حجم القمر الأرض. كتلة ناياد صغيرة جدا بحيث أنها ليست سوى 0.00001٪ من كتلة القمر. يستغرق ناياد أقل من يوم واحد - سبع ساعات وست دقائق لتكون دقيقة - إلى المدار نبتون بسبب قربها من كوكبها. مع المدار المتحلل، قد ينهار القمر الصناعي في نبتون أو ينفصل ويصبح جزءا من إحدى حلقاته الكوكبية. قد يحدث هذا قريبا.
ناياد هو القمر الصناعي على شكل غير منتظم، والتي بعض مقارنة مع البطاطا. في واحدة من الصور فوياجر 2 أخذت منه، ويبدو القمر لتكون ممدود بسبب تلطيخ في الصورة. ويعتقد علماء الفلك أن القمر يتكون من شظايا من أقمار نبتون الأصلية، وبعضها دمر عندما استولت جاذبية نبتون على تريتون كقمر صناعي. لا يعتقدون أن القمر قد تغير على الإطلاق جيولوجيا منذ تشكيله.
بعد التحقيق فوياجر 2 مرت نبتون، وقد درست الكوكب والأقمار الصناعية من قبل العديد من المراصد وكذلك تلسكوب هابل الفضائي وتلسكوب كيك. وعلى الرغم من أن العلماء يحاولون مراقبة ناياد وبعض الأقمار غير النظامية الأصغر حجما، إلا أن العلماء لا يزالون لا يعرفون الكثير عن القمر الصناعي. وهذا صحيح خاصة لأن ناياد والأقمار الصناعية المماثلة صغيرة جدا.